# Directiva Bolkestein

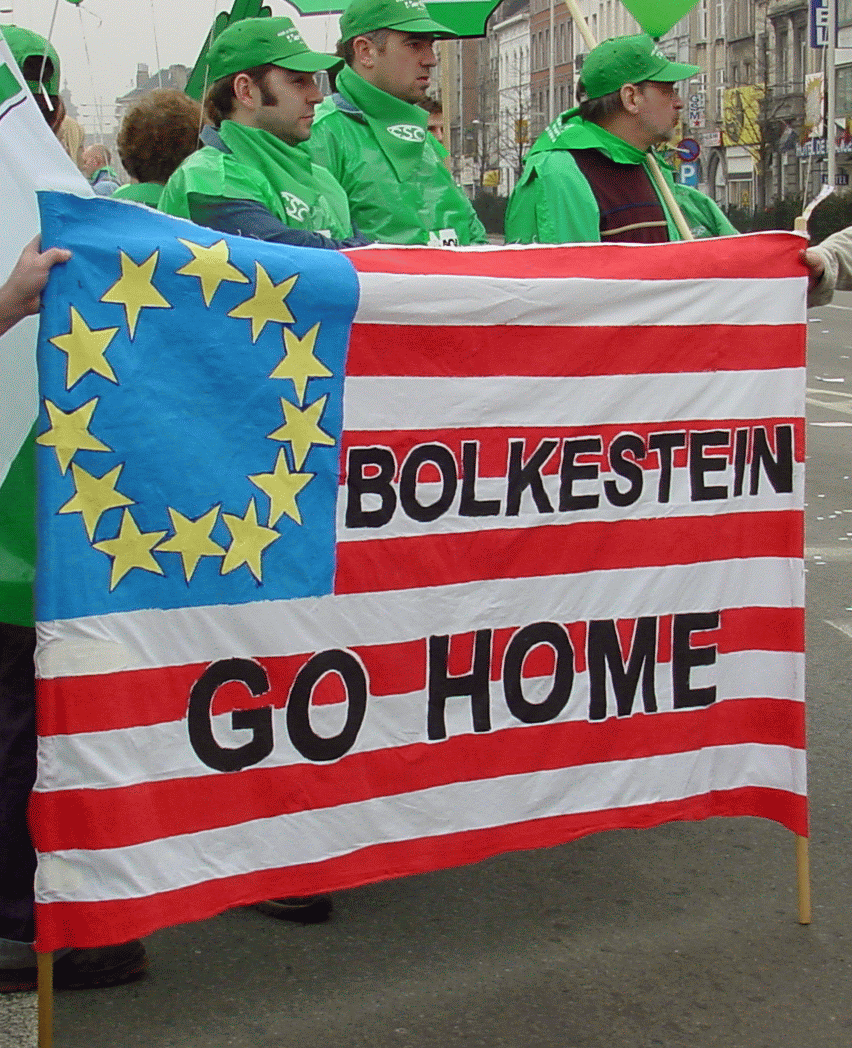
Protesta en contra de la Directiva Bolkestein.

La Directiva Bolkestein és la directiva del Parlament Europeu i del Consell de la Unió Europea relativa als serveis del mercat intern, presentada per la Comissió Europea el febrer de 2004 i aprovada finalment el novembre de 2006, «entrant en vigor el 28 de desembre de 2006» (Directiva 123/2006/CE). També es coneix com a Directiva de Serveis.
Pretén afavorir la llibertat d'establiment i la lliure circulació de serveis entre els Estats membres de la Unió Europea.
La proposta de directiva es basa en els articles 47.2 i 55 del Tractat de la Comunitat Europea. El procediment legislatiu aplicat és la decisió conjunta. Frits Bolkestein, comissari europeu per al mercat intern durant la presidència de Romano Prodi, va proposar i defensar aquesta directiva, a la qual, per simplicitat, acostuma a fer-se referència amb el seu nom.
El procés d'aprovació de la directiva es va veure interromput a causa de les fortes polèmiques al voltant del seu contingut; en particular es va acusar la directiva de ser una prova de la deriva neoliberal que, segons l'esquerra, els Verds i algunes formacions socials, està adoptant la Unió Europea. L'encesa discussió sobre la directiva s'ha reflectit també en altres camps: se l'ha acusada de ser una de les causes del desinterès de la ciutadania respecte de les institucions europees, i se la considera una de les raons de la victòria del 'NO' en el referèndum francès sobre la Constitució Europea.
Tanmateix, la Directiva, actualment denominada «Directiva de Serveis» inclou una sèrie de disposicions per a les empreses de serveis i els seus usuaris com són la simplificació de procediments i tràmits per a l'accés i exercici d'una activitat de serveis i un sistema de cooperació administrativa entre les autoritats competents dels Estats membres.

## Objectius de la directiva
En opinió de la Comissió Europea, que el juliol de 2002 va presentar un informe sobre l'estat del mercat intern de serveis, la integració del mencionat mercat es troba molt allunyada de gaudir plenament el potencial del creixement econòmic. La directiva Bolkestein pretén liberalitzar la circulació de serveis dintre de la Unió Europea, ja que els serveis representen el 70% de la col·locació a Europa, i la seva liberalització, en opinió d'alguns economistes, augmentaria l'ocupació i el PIB de la Unió Europea. La directiva Bolkestein s'insereix en el context de neoliberalització de l'Estratègia de Lisboa.
La directiva no pretén establir una disciplina específica a l'ampli sector dels serveis: es proposa com una directiva-marc, establint poques regles de caràcter molt general, i deixa als estats membres la decisió sobre com aplicar els seus principis. El principi general en què la directiva s'inspira és l'exemplificat per la Cort de Justícia de les Comunitats Europees a la famosa sentència Cassis de Dijon de 1979, relativa a la lliure circulació de béns. La Cort havia sostingut que si un bé és produït i comercialitzat en un estat europeu, els altres estats membres no tenen dret a limitar la seva circulació. Es tracta d'un principi de confiança mútua, que va permetre eliminar de cop múltiples petites diferències de regulació que limitaven el progrés del mercat intern. La directiva Bolkestein pretén assolir un objectiu similar en el sector serveis.
La directiva no contempla alguns àmbits ja regulats en altres elements de normativa comunitària: els serveis financers, les xarxes de comunicacions electròniques, els serveis de transport i el sector fiscal.

## Contingut de la proposta original
La directiva s'organitza en tres àmbits, concernents a l'eliminació d'obstacles a la llibertat d'establiment, l'eliminació d'obstacles a la lliure circulació de serveis i, per fi, a la instauració de la confiança mútua entre els estats membres.

### Llibertat d'establiment
La directiva Bolkestein pretén simplificar els procediments administratius, eliminar l'excés de burocràcia i, sobretot, evitar les discriminacions basades en la nacionalitat d'aquells que intenten establir-se en un altre país europeu per donar serveis. Per assolir aquests objectius proposa la creació de «finestretes úniques», on els prestadors de serveis puguin portar a terme totes les formalitats necessàries, la possibilitat de completar aquests procediments mitjançant Internet, l'eliminació de requisits burocràtics inútils, autoritzacions discriminatòries i discriminacions basades en la nacionalitat.

### Lliure circulació de serveis
La lliure circulació de serveis es diferencia de la llibertat d'establiment perquè tracta els casos de qui es muda temporalment d'un país a un altre amb l'objectiu de prestar un servei limitadment en el temps. En aquests casos la Directiva habilita a eximir el prestador d'alguns dels tràmits que s'exigeixen en el cas de l'establiment.
La lliure circulació es distingeix clarament de la llibertat d'establiment en què aquesta última comporta la realització d'una activitat econòmica a través d'un establiment fix i per un període indeterminat. Al contrari la lliure circulació de serveis es defineix per l'absència d'una participació estable i contínua a la vida econòmica de l'estat membre amfitrió. La distinció pot no ser tan clara en gaires casos, i caldrà atendre tant la durada, com la regularitat, periodicitat i continuïtat a la prestació de serveis. Al capdavall, l'establiment requereix la integració en l'economia de l'estat que es tracti, el que normalment porta connexa l'adquisició d'una clientela a partir d'un domicili professional estable.

### El principi del país d'origen
La directiva proposava el principi del país d'origen, segons el qual el prestador de serveis que es muda a un altre país europeu ha d'atenir-se a la legislació del seu país d'origen. L'objectiu seria animar les entitats prestatàries de serveis a mudar-se sense haver d'informar-se sobre 27 legislacions nacionals diferents.
El principi del país d'origen se centra principalment en aspectes legals relatius a diplomes, regulacions, necessitat d'autoritzacions particulars, etc. Pel que fa al Dret laboral, regulat per la directiva 96/71/CE, queden excloses del principi del país d'origen les normes relatives al salari mínim; a la salut, higiene i seguretat; als drets de dones gestants i a la maternitat; els drets de nens i joves; les consideracions de paritat en el tractament a homes i dones, i les vacances pagades. Però queden subjectes a aquest principi d'altres normatives fonamentals com el Dret de vaga, les condicions de contractació i acomiadament i les contribucions de la Seguretat Social.
Existeixen també d'altres excepcions generals al principi del país d'origen, especialment en matèries regulades a partir d'altres normes europees, entre les quals destaquen les següents: els serveis postals; la distribució d'energia elèctrica, gas i aigua; les qualificacions professionals; els drets d'autor; les raons d'ordre públic salut i seguretat.
Existeixen d'altres excepcions transitòries al principi del país d'origen: el transport de capital financer, els jocs d'atzar i la recuperació judicial de crèdits.
A casos excepcionals, un estat pot aplicar excepcions per a casos individuals al principi del país d'origen. Això és aplicable particularment a l'exercici de professions sanitàries i a la tutela de l'ordre públic.

### Confiança recíproca entre estats
La directiva promou l'harmonització de les legislacions dels països membres en àmbits com ara la tutela dels consumidors, les assegurances professionals i la resolució de disputes; promou també la col·laboració entre les diverses autoritats nacionals i la creació de codis de comportament.

## Polèmica sobre la directiva
El principi del país d'origen va provocar serioses preocupacions i va desencadenar des de l'inici nombroses crítiques: la seva introducció podria causar dumping social, és a dir, estimular una competició a la reducció de tuteles socials, drets laborals i nivells retributius.

### «El lampista polonès»
El temor que l'escassíssima protecció social dels nous estats membres provocaria un deteriorament dels drets laborals als antics estats membres va ser il·lustrat a França amb la figura del «lampista polonès», usada per primera vegada per Philippe de Villiers i pels opositors a la Constitució Europea com a símbol del temor a l'arribada de treballadors mal pagats d'Europa de l'Est que competirien deslleialment amb els treballadors nacionals.
Aquest temor es va concretar en un cas real a Suècia, on no existeix cap llei sobre el salari mínim, sinó que aquest s'acorda per concertació entre els sindicats i les associacions patronals. Una empresa letona, que havia guanyat un concurs de construcció en la ciutat sueca de Vaxholm, a la llum de la directiva 96/71/CE es va considerar lliure d'aplicar als seus treballadors el salari letó. Aquest cas i d'altres situacions anàlogues van fer augmentar la preocupació per l'existència de massa zones grises a la legislació proposada, que haurien portat a una competició en la reducció de drets socials. Preocupacions similars es van expressar pel que fa a la tutela del medi ambient i dels consumidors.

## Les modificacions del Parlament

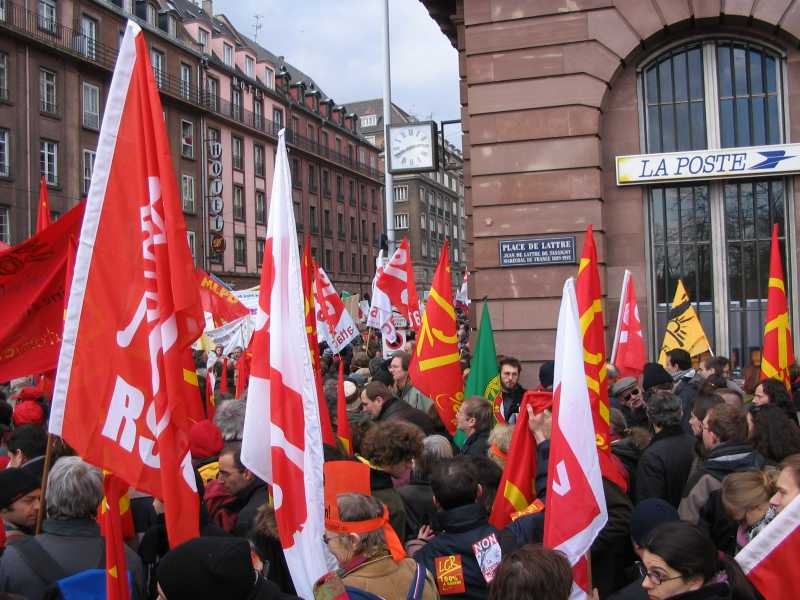
Protestes contra la directiva a Estrasburg el 12 de febrer 2006

Per a respondre als estesos temors sobre la directiva, el Partit Popular Europeu i el Partit Socialista Europeu –els dos principals grups del Parlament Europeu– van arribar a un acord sobre un text de compromís que elimina per complet el principi del país d'origen, i inclou nombroses excepcions i proteccions per evitar una reducció dels drets laborals i les tuteles socials. El text de compromís, adoptat pel Parlament Europeu en sessió plenària el 16 de febrer de 2006, acostuma a ser esmentat amb el nom de la relatora socialdemòcrata alemanya Evelyne Gebhardt.
La proposta inicial d'esmena a la totalitat del Partit Verd Europeu i del Partit de l'Esquerra Europea va ser rebutjada per 486 vots en contra i 153 vots a favor. El text de compromís va ser aprovat amb 391 vots a favor, 213 en contra i 34 abstencions. Van votar a favor gran part dels membres del grup popular, dels liberals i del grup socialista, amb l'excepció dels socialistes francesos. Van votar en contra la majoria de representants de l'Esquerra Europea, dels Verds, Independència i Democràcia i la Unió per l'Europa de les Nacions.
El nou text distingeix l'accés als mercats europeus, que ha de ser el més lliure i sense regulacions possible, de l'exercici de les activitats de serveis, que ha de seguir les normes del país de destí, per no interferir amb els equilibris dels mercats locals. S'expliciten nombroses excepcions no exemptes d'ambigüitat, com l'exclusió de serveis d'interès general prestats per l'Estat, mentre que es fa referència a sectors ja privatitzats i no té en compte la privatització o l'abolició de monopolis. A part de les exclusions dels serveis d'interès general –aquells prestats per l'Estat en l'àmbit de la seva política social–, s'afegeix la possibilitat d'excloure alguns serveis d'interès econòmic general. També canvia l'obligació de control sobre les prestacions temporals de serveis, que a la versió original era atribuïda a l'estat d'origen; a la versió definitiva l'estat de destí és el responsable de garantir el respecte a la legislació i normativa nacionals.
El compromís va rebre també l'aprovació de la Confederació Europea de Sindicats. Es pot dir que la versió final ha satisfet la majoria dels que veien a la versió inicial massa carènciesa l'àmbit dels drets socials i laborals. Encara existeixen manifestacions de descontentament amb la directiva aprovada, en general agrupades en dues categories: la d'aquells que esperaven una directiva més liberal i opinen que els seus avantatges econòmics es veuran greument limitades, arribant a parlar d'una ocasió perduda per a Europa; i la d'aquells que no comparteixen el principi de la limitació del poder dels estats.
El text esmenat pel Parlament retorna ara a examen per part de la Comissió Europea i del Consell de la Unió Europea, que hauran de pronunciar-se sobre el seu contingut, tal com preveu el procediment legislatiu de decisió conjunta.